# Marquesado de Acapulco

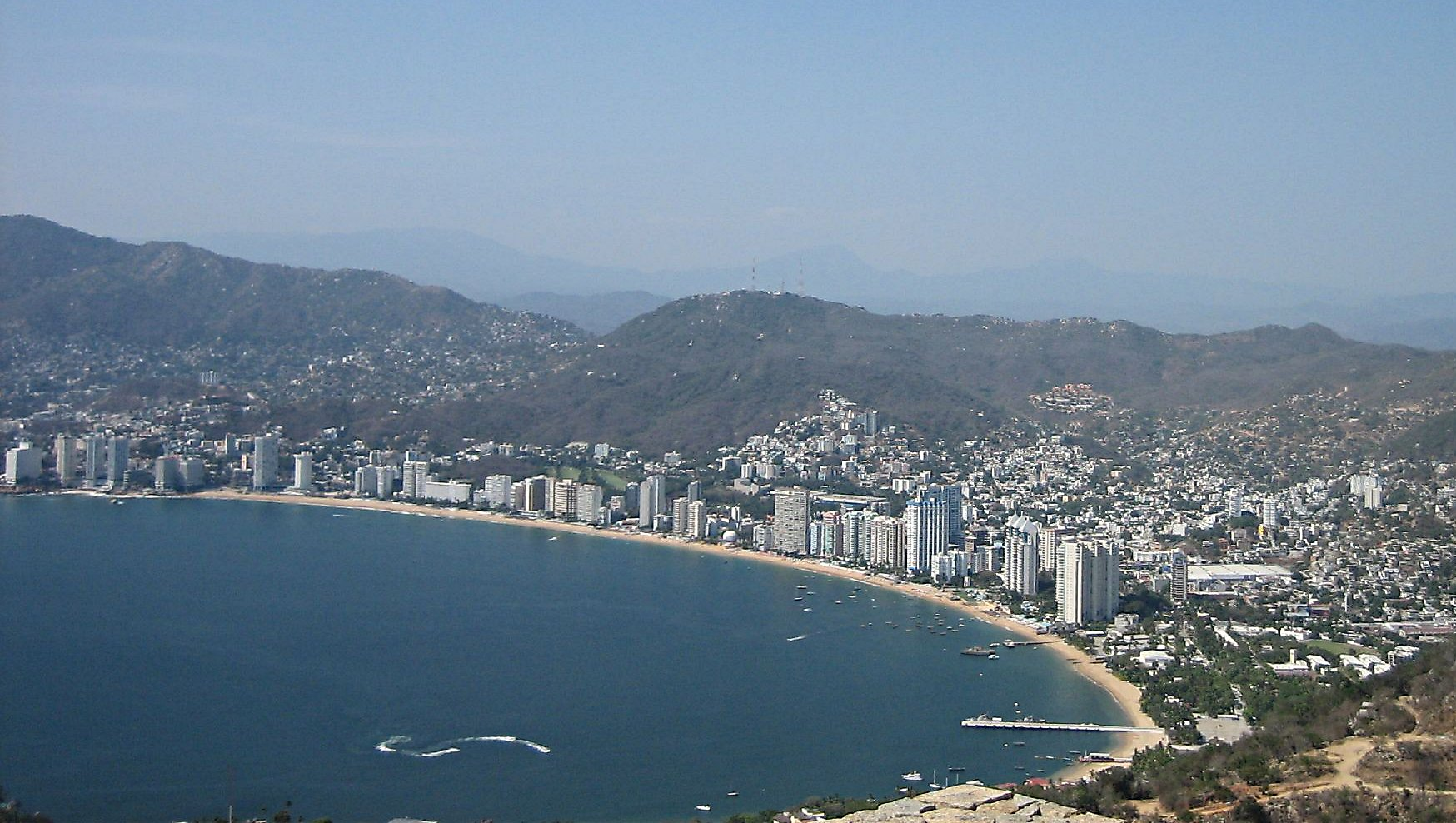
Vista de la bahía de Acapulco, México.

El marquesado de Acapulco es un título nobiliario español, creado el 18 de noviembre de 1728, por el Rey Felipe V, para Gonzalo José Mesía de la Cerda y Valdivia.
Su denominación, hace referencia a la localidad de Acapulco, en la costa occidental de México, océano Pacífico.
Acapulco, fue una plaza estratégica, pero sobre todo su puerto, durante los siglos XVI y XVII, ya que era el punto de destino de los galeones, que procedentes de Manila (Filipinas), transportaban las mercancías de oriente hacia España, descangándolas en su puerto para ser transportadas, ya por tierra, hacia la costa oriental de México, donde volvían a ser embarcadas, con rumbo a la metrópoli.

## Marqueses de Acapulco
|                       | Titular                                        | Periodo               |
| Creación por Felipe V | Creación por Felipe V                          | Creación por Felipe V |
| --------------------- | ---------------------------------------------- | --------------------- |
| I                     | Gonzalo Mesía de la Cerda                      | 1728-                 |
| II                    | Gonzalo Mesía de la Cerda y Pérez de Vargas    | 1732                  |
| III                   | Antonio Mesía de la Cerda y Acuña              |                       |
| IV                    | Gonzalo Mesía de la Cerda y Beltrán de Caicedo |                       |
| V                     | Antonio Mesía de la Cerda y Beltrán de Caicedo |                       |
| VI                    | Pedro del Prado y Mesía de la Cerda            | 1835-1866             |
| VII                   | Mariano del Prado y Marín                      | 1867-1891             |
| VIII                  | Miguel Antonio del Prado y Lisboa              | 1892-1934             |
| IX                    | Mariano del Prado y O'Neill                    | 1934-1963             |
| X                     | Mariano del Prado y Rúspoli                    | 1966-1989             |
| XI                    | Miguel del Prado y Narváez                     | 1991-actual titular   |

## Historia de los marqueses de Acapulco
- Gonzalo Mesía de la Cerda (m. 10 de diciembre de 1732), I marqués de Acapulco, casado con Luisa Nicolasa Pérez de Vargas y Suárez. Le sucedió su hijo;[2]

- Gonzalo Mesía de la Cerda y Pérez de Vargas, II marqués de Acapulco, casado con Luisa María Acuña Carmona.  Le sucedió su hijo;[1]

- Antonio José Mesía de la Cerda y Acuña, III marqués de Acapulco, casado con Teresa Eugenia Beltrán de Caicedo y Coronado, de la familia de los marqueses de Caicedo. Le sucedió su hijo;[1]

- Gonzalo Mesía de la Cerda y Caicedo, IV marqués de Acapulco.  Contrajo matrimonio con Nicolasa Beltrán de Caicedo Chacón, VI marquesa de Caicedo. Le sucedió su hijo;[1]

- Antonio Mesía de la Cerda y Beltrán de Caicedo, V marqués de Acapulco.

1. Casó con María de la Concepción Coello de Portugal y Ramírez.[2] El 11 de abril de 1835 el título se cedió al siguiente titular, miembro de una rama de la familia asentada en Granada;[3]

- Pedro del Prado y Mesía de la Cerda, VI marqués de Acapulco en 1835 debido a que «podía hacer frente a las exigencias económicas requeridas para conservar el título y su estatus».[4]

- Mariano del Prado y Marín, VII marqués de Acapulco. Se casó con María Eufrasia de Andrade Lisboa, hija de Miguel Maria Lisboa, primer y único barón de Japurá (título brasileño).[5] Le sucedió su hijo:

- Miguel Antonio del Prado y Lisboa, VIII marqués de Acapulco, casado con María Luisa O'Neill y Salamanca.

- Mariano del Prado y O'Neill, IX marqués de Acapulco, III marqués de los Ogíjares, X marqués de Caicedo, III marqués del Rincón de San Ildefonso, II conde de Buelna (por rehabilitación a su favor en 1928). Se casó con María de la Encarnación Rúspoli y Caro, hija de Carlos Rúspoli y Álvarez de Toledo, III duque de la Alcudia, III duque de Sueca, XVII conde de Chinchón (nieta de Carlota de Godoy y de Borbón). Le sucedió su hijo:

- Mariano del Prado y Rúspoli, X marqués de Acapulco,[6] III conde de Buelna. Contrajo matrimonio con Teresa Narváez y Melgar. Le sucedió su hijo:

- Miguel del Prado y Narváez, XI marqués de Acapulco,[7] IV conde de Buelna.